# Chapter 0: With
Chapter 0: With è il primo EP del cantante sudcoreano Jinyoung, pubblicato il 18 gennaio 2023.

## Descrizione
Il 17 novembre 2022, BH Entertainment annuncia la pubblicazione del primo disco solista di Jinyoung, indicando gennaio 2023 come mese di uscita. Il giorno effettivo, il 18 gennaio, viene comunicato il successivo 6 gennaio via Instagram. I pre-ordini aprono il 10 gennaio.
Le canzoni sono state scritte nel corso di due anni e commemorano i dieci anni dal debutto del cantante, che ha descritto il disco come "una raccolta che unisce tante storie brevi in un volume". Jinyoung è il solo autore dei testi e figura come co-compositore per quattro delle cinque tracce. Il cantante ha dichiarato di amare scrivere dei propri sentimenti, sensazioni ed esperienze, ma, ritenendo potessero essere un argomento pesante, ha preferito trasformarli in un'espressione di amore universale.
Nel primo brano, Animal, riflette su quando si è sentito impotente e vuoto; segue l'apripista Cotton Candy, una produzione pop con influenze disco funk ed elementi di piano, basso e sintetizzatore, che rappresenta un omaggio all'incondizionato sostegno dei fan. In Our Miracle racconta di una relazione nata dal destino, riferendosi a ricordi costruiti con i membri dei Got7, mentre in Sleep Well augura un sonno sereno esprimendo la dolcezza dell'amore. Il disco è chiuso da Letter, nella quale canta di un addio che spezza il cuore.

## Accoglienza
Jeff Benjamin di Billboard ha scritto "Chapter 0 vede la star tornare in un luogo a lui confortevole come cantante, cantautore e compositore soave e rassicurante". Per Money Today il disco è "una raccolta di saggi in cui monologizza chiaramente il suo sé interiore. La voce languida e la sincera sensibilità ci fanno ascoltare la sua storia musicale". Nandini Iyengar di Bollywood Hungama ha ritenuto Chapter 0: With un album che esplora i grandi temi dell'amore e le diverse sfaccettature delle relazioni, concentrandosi sui gesti quotidiani spesso trascurati, e commentato che Jinyoung avesse fatto buon uso dei suoi punti di forza, cioè la voce e l'abilità lirica. A fine anno è stato inserito al 17º posto nella lista dei 25 migliori album K-pop del 2023 secondo Billboard.
Kim Ho-hyun di IZM ha valutato Cotton Candy con 2,5 stelle su 5, affermando che nessuna parte si distinguesse particolarmente e che il pre-ritornello non si collegasse armoniosamente con il beat, facendo perdere forza alla melodia.

## Tracce
Testi di Jinyoung.
1. Animal – 3:25 (musica: Jinyoung, Distract, Brian Cho)
2. Cotton Candy – 3:19 (musica: Jinyoung, Distract, Ludwig Lindell)
3. Our Miracle (너를 만남이란 기적?, Neoreul mannam-iran gijeokLR; lett. "Il miracolo di averti incontrato") – 3:30 (musica: Jinyoung, Distract, Secret Weapon)
4. Sleep Well (잘 자?, Jal jaLR) – 3:27 (musica: Jinyoung, Distract, Ludwig Lindell)
5. Letter (편지?, PyeonjiLR) – 3:37 (musica: Ahn Young-min)

Durata totale: 17:18

## Personale
- Jinyoung – voce, testi, musiche (tracce 1-4)
- Distract – musiche (tracce 1-4)
- Brian Cho – musiche (traccia 1), arrangiamenti (traccia 1)
- Ludwig Lindell – musiche (tracce 2, 4), arrangiamenti (tracce 2, 4)
- Secret Weapon – musiche (traccia 3), arrangiamenti (traccia 3)
- Ahn Young-min – musiche (traccia 5)
- Kwon Seok-hong – arrangiamento archi (traccia 5)

## Successo commerciale
Il giorno dell'uscita, ha venduto 20 449 copie secondo la Circle Chart e 20 741 secondo la Hanteo Chart. Ha debuttato al nono posto sulla Circle Weekly Album Chart con 36 349 copie, vendendone complessivamente 41 954 nel mese di gennaio 2023.

## Classifiche
| Classifica (2023) | Posizione massima |
| ----------------- | ----------------- |
| Corea del Sud     | 9                 |